# The Promised Neverland
The Promised Neverland (約束のネバーランド Yakusoku no Nebārando?) es una serie manga escrita por Kaiu Shirai e ilustrada por Posuka Demizu. La obra narra la historia de unos niños huérfanos, liderados por una joven de once años llamada Emma, que tratan de escapar del orfanato en el que vivían engañados y el cual esconde un oscuro secreto.
La serie ha sido publicada desde agosto de 2016 hasta junio de 2020 por la editorial Shūeisha en la revista semanal japonesa Shōnen Jump, con un total de 181 capítulos recopilados en 20 volúmenes. La versión traducida al español ha sido editada por Norma Editorial en España, por Panini Manga en México y por Editorial Ivrea en Argentina. A raíz de su éxito tuvo una adaptación en anime producida por CloverWorks; consta de dos temporadas y fue transmitida por la cadena de televisión Fuji TV entre 2019 y 2021.

## Argumento
Ambientada en un futuro distópico en el año 2045, Emma es una niña huérfana de once años que vive en el orfanato Grace Field House, junto a otros 37 niños a los que considera sus hermanos, y bajo la custodia de una mujer conocida como «Madre». Los niños de ese hospicio viven felices y disfrutan de los mejores cuidados hasta que cumplen doce años, momento en el que tienen que marcharse de allí. Por norma general visten uniformes blancos, tienen un número de reconocimiento tatuado en el cuello, y hacen exámenes diarios en los que Emma siempre obtiene la máxima puntuación junto a sus mejores amigos Norman y Ray. En su tiempo libre, los niños pueden hacer lo que quieran salvo acercarse a dos sitios: la entrada que comunica con el exterior y la verja que delimita el bosque.
Una noche, Emma y Norman infringen la norma de acercarse a la entrada para devolverle a Conny, una niña recién adoptada, el conejo de peluche que se había olvidado al salir. Sin embargo, al llegar allí descubren que Conny ha sido asesinada por unos demonios y que «Madre» es en realidad una criadora del ganado humano; los monstruos crían a los niños en Grace Field House para poder comérselos. Una vez Emma y Norman asumen que han sido engañados durante todo este tiempo, unirán fuerzas con Ray para trazar un plan de huida que permita salvar la vida de todos los huérfanos.

## Personajes
Dentro del orfanato Grace Field House hay 38 niños de dos a once años, siendo Emma, Norman y Ray los mayores del grupo. Todos ellos son supervisados por una directora conocida como «Madre». Al comienzo de la serie no se ofrece información sobre la localización del centro de acogida, más allá de que funciona como una granja que produce carne humana y sus «productos» son considerados un alimento de lujo por los demonios que habitan la Tierra. A continuación, estos son algunos de los personajes principales:
- Emma (エマ?) con el número de reconocimiento 63194, es la protagonista de la serie. Se trata de una niña de once años de personalidad extrovertida, gran capacidad de aprendizaje, y experta en influir positivamente a quienes la rodean. Además, es una persona muy protectora, que considera a los niños del orfanato como su propia familia.[3]
- Norman (ノーマン?) con el número de reconocimiento 22194, es considerado el genio del orfanato. Se caracteriza por sus habilidades analíticas, su gusto por la estrategia y su capacidad de deducción. Además posee la suficiente fortaleza mental para tomar cualquier decisión con aplomo, aun en las situaciones más complicadas.
- Ray (レイ?), con el número de reconocimiento 81194, es el único niño del orfanato que puede rivalizar con Norman. De personalidad solitaria, posee una enorme inteligencia y es tan calculador como tenaz.
- Isabella (イザベラ?) es la «Madre» de Grace Field House, una mujer joven que se dedica a cuidar a los niños del orfanato, así como supervisar su crecimiento para la recolección de carne humana. Antes de ocupar ese puesto también se crio en un orfanato similar, con el número de reconocimiento 73584. Aunque a primera vista parezca muy cariñosa con los niños, también es una persona manipuladora y astuta, que muestra cierto desapego al trágico destino de sus pupilos.[3]

## Contenido de la obra

### Manga
El primer capítulo de The Promised Neverland fue publicado en la revista Shōnen Jump el 1 de agosto de 2016, con guion de Kazu Shirai y dibujo de Posuka Demizu. Por otro lado, el primer volumen compilatorio salió a la venta en diciembre del mismo año. Esta obra es el debut de ambos autores en una serie de larga duración.
Shirai llevaba trabajando en el guion de esta serie desde 2013; hasta entonces había intentado vender otras ideas a las editoriales. El proyecto se titulaba «Una manera de sobrevivir en el mundo exterior» (この世界でわたしたちが生きる方法 Kono sekai de watashi-tachi ga ikiru hōhō?), constaba de 300 páginas y estaba ambientado en un orfanato. Tras acudir a Shūeisha y reunirse con el editor Takushi Sugita, quien se mostró convencido de su potencial, ambos perfeccionaron el texto hasta convertirlo en la idea final. En el título definitivo la palabra Neverland («Nunca Jamás») hace referencia a la isla ficticia de Peter Pan, y plasma la idea de un lugar de cuento de hadas que esconde un terrible secreto. Con el paso del tiempo, el guionista y el editor añadieron Promised («Prometida») para explicar la historia posterior a la fuga del orfanato.
Aunque Sugita quería presentar el proyecto a los responsables de Shōnen Jump, pidió a Shirai que encontrara un dibujante con quien poder trabajar. Después de contactar con varios candidatos, la elegida fue la ilustradora Posuka Demizu, quien antes de Neverland había editado kodomo y trabajado como ayudante en obras de Shūeisha. Antes de que les aceptaran Neverland, el tándem de autores hizo una historia autoconclusiva de treinta páginas, Poppy no Negai («El deseo de Poppy», febrero de 2016).
Shirai se inspiró en obras de literatura infantil —particularmente en Hansel y Gretel— y en videojuegos como Final Fantasy para crear la ambientación, pero en las escenas de miedo utilizó su imaginación porque no le gustaba ver cine de terror. El autor se valió también de un escenario inspirado en la época victoriana para dar una falsa primera impresión, pues pretendía hacer creer a los lectores que la obra estaría inspirada en un orfanato inglés, llamado Grace Field House, en lugar de un escenario postapocalíptico.
Sugita ha destacado dos aspectos que le llamaron la atención en The Promised Neverland: el hecho de que la protagonista fuese una niña, algo poco común en historias shōnen, y que el argumento estuviese centrado en una fuga. De hecho, Shirai quiso publicarla desde el primer momento en Shōnen Jump porque consideraba que la temática de la serie no debía restringirse a una revista seinen, y que ya incluía elementos propios del shōnen como la ayuda mutua y el espíritu de superación.

### Anime
La adaptación al anime de The Promised Neverland fue estrenada el 11 de enero de 2019 en la cadena de televisión Fuji TV, dentro de su bloque de programación NoitaminA en horario de madrugada. El estudio CloverWorks se encargó del trabajo, dirigido por Mamoru Kanbe (Elfen Lied, Sora no Woto). La primera temporada consta de 12 capítulos que abarcan los cuatro primeros tomos y parte del quinto, mientras que la segunda temporada cubre el resto de la historia en 11 episodios, con cambios en la trama y un final distinto. Aunque la segunda temporada iba a estrenarse en octubre de 2020, la pandemia de COVID-19 alteró la producción y el estreno tuvo que posponerse al 7 de enero de 2021.
En Japón, Fuji TV había firmado un acuerdo con Prime Video para emitir las series de NoitaminA en streaming. En Estados Unidos, la serie ha sido licenciada por Aniplex of America y puede verse en distintas plataformas de video bajo demanda. Por otro lado, en Europa pudo verse a través de Crunchyroll.

## Premios
- Premio Shōgakukan al «mejor shōnen» (2017).[3]